# كارلتون سكينر
كارلتون سكينر (بالإنجليزية: Carlton Skinner)‏ هو ضابط وسياسي أمريكي، ولد في 8 أبريل 1913 في بالو ألتو في الولايات المتحدة، وتوفي في 22 يونيو 2004 في بوسطن في الولايات المتحدة. حزبياً، نشط في الحزب الديمقراطي. وقد انتخب حاكم غوام (17 سبتمبر 1949 – 22 أبريل 1953).